# Victoria Rauch
Victoria Rauch Zaefferer, Victoria Rauch, es una actriz argentina. Es hermana del ex Mambrú, Gerónimo Rauch. Se hizo conocida en 2006 en la novela Montecristo, y en 2008 por Don Juan y su bella dama.

## Biografía
Victoria es hija de Enrique José Rauch Astigueta y Claudia Videla Zaefferer, también es nieta del arquitecto prusiano-argentino Josep Heinrich Theodor Rauch. Sus hermanos son Carolina Rauch, Gerónimo Rauch (el ex Mambrú) y Marcos Rauch.
El sábado 18 de octubre de 2008 se casó con Hernán Araya Tere, en la Parroquia San Benito Abad de Palermo. A la boda asistieron Celeste Cid, Gonzalo Heredia y su entonces novia Mercedes Oviedo, Cris Morena y su novio Fernando Espinasse, Mario Pasik y su mujer Marta Betoldi, Patricia Viggiano y Manuela Pal, quien estuvo ausente fue Benjamín Vicuña que estaba trabajando en Chile. Su hermano Gerónimo cantó el Ave María.
En 2009 queda embarazada. El 9 de septiembre de 2009 nació Paz Araya Rauch, quien pesó al nacer 3.456 g en el Sanatorio la Trinidad de Palermo.

“Estamos superfelices y es supertranquila y transmite paz".

## Carrera
Victoria Rauch comenzó su carrera artística desde muy pequeña. En 1988 protagonizó algunas publicidades en televisión. Luego estudio canto.
Cuando finalizó la escuela secundaria, fue parte del elenco de varias comedias musicales infantiles, entre ellas una de Disney y  grabó covers de Donna Summer para un disco tributo.
En 1990 luego de un casting, trabajó en la telenovela "Amigos Son los Amigos".
En el año 2000 trabajó en "Luna Salvaje", telenovela de Telefé. Además durante ese año fue conductora de "Mickey Mania" en Disney Channel.
En 2001 participó en la telenovela de Telefé EnAmorArte, junto a Emanuel Ortega y Celeste Cid.
En 2002 fue parte del elenco de la novela de Telefé, Franco Buenaventura, el profe, en donde interpretaba a Luna, la amiga de Carolina (el personaje de Celeste Cid) que estaba enamorada de Franco (Osvaldo Laport).
En 2003 obtuvo una participación en "Costumbres Argentinas", Telefe.
En 2004 estuvo en "Historias de Terror" de Canal 7 y en cine "Cruzaron el disco", y Noche de chicas.
En 2005 fue parte de "Los Secretos de Papá", Mujeres Asesinas, en el capítulo 2 "Ana D, mujer corrosiva" de la primera temporada bajo el nombre de Sabrina, y de Quien es el jefe. En ese año filmó "Hotel Tívoli".
En 2006 se hizo más conocida, cuando participó con el papel de Valentina Lombardo en "Montecristo".
Recibió una nominación para los premios Clarín en la revelación femenina por ese papel junto a María Abadi (Montecristo) y Ornella Fazio (Sos mi vida).
En 2007 participó en la tira juvenil Romeo y Julieta de Canal 9, junto a Elías Viñoles y Brenda Gandini. Su nombre en la ficción era Betina López Ortiz.
En 2008 actuó en la telenovela de Telefé, Don Juan y su bella dama, en donde toma el papel de la mucama que es madre de un niño y el padre es el personaje de Benjamín Vicuña, su exesposo en la novela. Luego se  relaciona sentimentalmente con el chofer Pascual (Gerardo Chendo). Además trabajaban Raúl Rizzo, Joaquin Furriel, Romina Gaetani e Isabel Macedo.

## Premios y nominaciones
1. 2006 - Premios Clarín - Revelación femenina - Por Montecristo (Valentina Lombardo) - Nominada.[17]

## Trayectoria
1. 1989 - Amigos son los amigos.
2. 2000 - Luna salvaje.
3. 2001 - EnAmorArte - Victoria 'Vicky'.
4. 2002 - Franco Buenaventura, el profe - Luna Marelli.
5. 2003 - Costumbres argentinas.
6. 2004 - Los secretos de Papá - Karina
7. 2004-  Noche de chicas - Eugenia.
8. 2004 - Historias de Terror (Canal 7)
9. 2004 - Cruzaron el disco (película).
10. 2005 - Mujeres asesinas (episodio Ana D, mujer corrosiva) - Sabrina.
11. 2006 - Locura musical.
12. 2006 - Montecristo.
13. 2007 - Romeo y Julieta - Bettina Torres Ortiz.
14. 2008 - Don Juan y su bella dama - Carmela Linares.